# Miłoradz

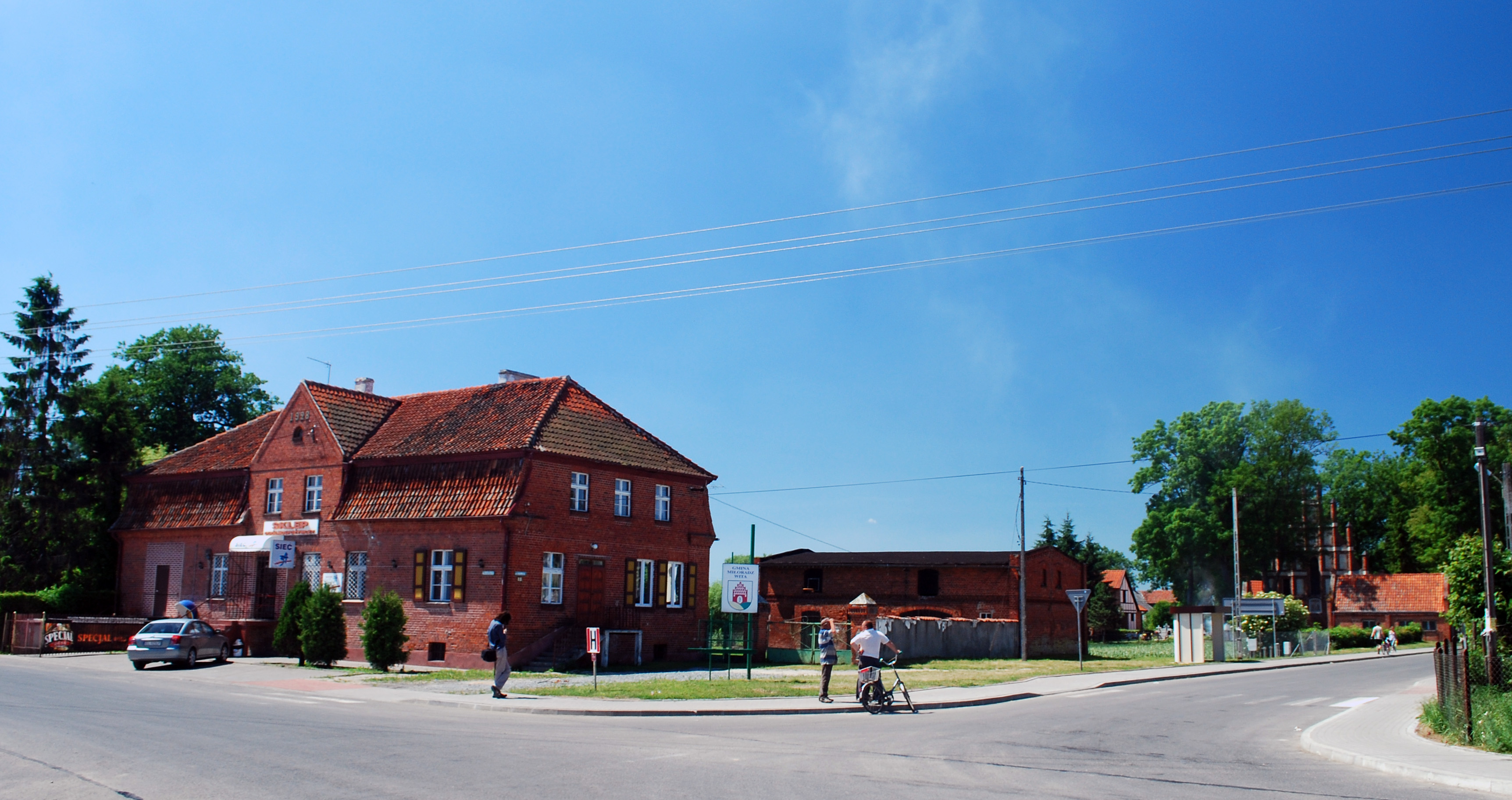
Vue de Miłoradz en 2010.

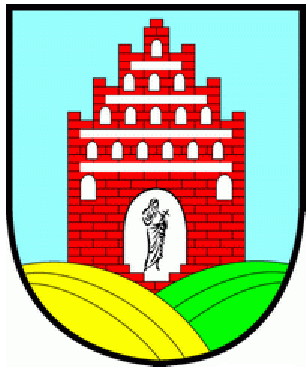
Blason de Miłoradz.

Miłoradz est un village polonais de la voïvodie de Poméranie et du powiat de Malbork. Il est le siège de la gmina de Miłoradz et comptait 1 114 habitants en 2006.